# Medlar
Medlar (bürgerlich: Ned Pegler; * 1985 oder 1986 in Somerset) ist ein Deep-House-Musikproduzent und DJ, der in South London lebt und seit 2011 auf dem Londoner Label Wolf Music veröffentlicht. Seine ersten Veröffentlichungen (ab 2010) erfolgten unter dem Pseudonym Klic auf seinem eigenen Label Hit and Hope.
Als stilprägende Einflüsse bezeichnet Medlar Chicago House, Detroit Techno, Disco und Hip-Hop.
Seine bekanntesten Veröffentlichungen sind u. a. „Terrell“ (2011), „Floor“ (2011) und „Can't Stop“ (2012), die international in der (House-)Clubszene Verbreitung und Radio-Airplay fanden.

## Leben
Medlar wurde durch Jungle sowie The Prodigys erstes Album Experience auf elektronische Tanzmusik aufmerksam und begann sich ab etwa 2001, mit 16 Jahren, für Musikproduktion auf Computern zu interessieren. Zudem begann er sich für DJing zu interessieren und ab 2002 Platten zu sammeln und auf privaten Partys aufzulegen.
Mit 18 oder 19 Jahren übersiedelte er nach Brighton, wo er mit Freunden ein Kollektiv für Musik und (Video-)Kunst gründete. Der Schwerpunkt verlagerte sich aber rasch auf die Produktion von Musik und die Anstrengungen, diese zu veröffentlichen. Daraus entstand schließlich ihr eigenes Label, Hit and Hope. In Brighton konnte sich Medlar (damals noch als Klic) erstmals regelmäßig Beschäftigung als DJ in Pubs und kleineren Clubs verschaffen.
Während eines einjährigen Praktikums beim Brightoner House-Label Mr. Bongo Records wurde er erstmals mit vielfältiger House-Musik konfrontiert. Er empfand sie als "erfrischende Alternative" zur damals vorherrschenden britischen, elektronischen Tanzmusik-Szene, an der er sich jahrelang als DJ orientierte, und begann damit zu experimentieren.
Greymatter und Matt Wolf arbeiteten ebenfalls im selben Büro, wodurch ein Kontakt vorhanden war, als er kurz nach Abschluss seines Praktikums den Track "Terrell" produzierte, der schließlich auf Wolf Music veröffentlicht wurde. Mit Greymatter erschienen auch mehrfach Kollaborationen auf den Wolf Music-EPs.
Auf seinen EPs finden sich auch Remixes durch Detroit Swindle (Knockard Pearl, 2012) und Soulphiction (Walk, 2015). Im Gegenzug veröffentlichte er Remixes von anderen Artists auf deren Labels. So etwa ein Remix des Tracks „The Power“ auf der gleichnamigen, bei WotNot Music erschienenen EP (2013) von Glenn Astro.
2015 erschien sein erstes Album, ebenfalls bei Wolf Music, unter dem Titel Sleep.

## Stil und Produktionsweise

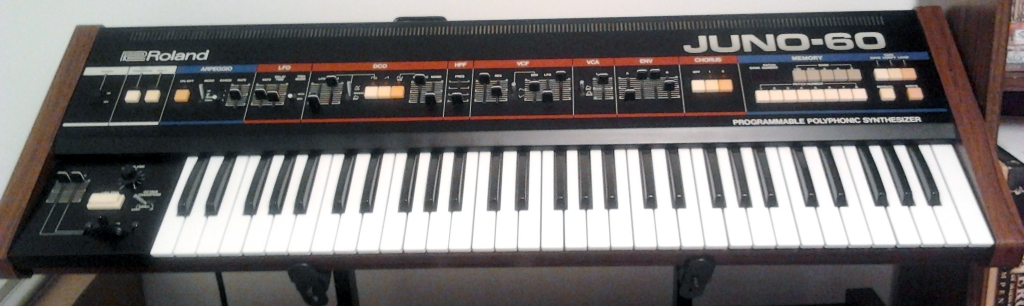
Ein Roland „Juno-60“

In den ersten Jahren beschäftigte er sich vorrangig mit Drum and Bass, wobei ihn Calibre nachhaltig "inspirierte". Weitere Einflüsse zu dieser Zeit waren Breakage und Photek.
Medlar produziert seine Tracks fast vollständig mit Musikprogrammen auf dem Computer, mit Ausnahme des Juno-60-Synthesizers und des (1972 entwickelten) RE-201 („Space Echo“) des Herstellers Roland. 2013 begann er auch Versuche zu Live-Aufnahmen mit einem Roland MIDI-Sequencer.
In den Jahren als DJ erprobte Medlar, wie das Kombinieren seiner unterschiedlichen Einflüsse vor Publikum bestmöglich "funktionieren" kann und stundenlange, facettenreiche DJ-Sets aufgebaut und "inszeniert" werden. Die Entstehungs- und Erfolgsgeschichte von Dubstep habe ihm "und vielen anderen meiner Generation bewiesen, dass man Techno mit Dub und Garage kombinieren kann". Dubstep sei für ihn auch das verbindende Element zwischen Drum and Bass und House gewesen. Es gäbe seither immer weniger Grenzen zwischen den Musikgenres und ein aufgeschlosseneres Club-Publikum ermögliche immer größere Kombinations-Möglichkeiten als DJ.
Sein Debüt-Album „Sleep“ weist auch viele Jazz-Einflüsse auf. Auch Soul-Vocal-Samples finden sich stilprägend in vielen seiner Produktionen.

## Diskografie

### Alben
als Medlar:
- 2013: Sleep

### EPs
als Klic:
- 2010: Dachshund Skank
- 2011: Disco Music
- 2011: Won't (mit Lokiboi)
- 2011: Dachshund Skank Remixes
- 2012: Slow Down (mit Lokiboi)

als Medlar:
- 2011: „Terrell“ auf Wolf EP 8
- 2011: „Floor“ auf Wolf EP 9
- 2012: „Can't Stop“ auf Wolf EP 11[6]
- 2012: „The Sun“, Knockard Pearl und Govern auf Wolf EP 16
- 2013: „Carry it“ auf Wolf EP 18[7]
- 2014: Sleep (Remixes And 12" Versions)
- 2015: Walk (mit Dan Shake)